# Kerli Kyllönen
Kerli Kyllönen ist eine finnische Schauspielerin.

## Biografie
Ihre erste Hauptrolle bekam Kyllönen in dem Film Kotirauha. Danach war sie 2012 in Hevosen kyyneleet zu sehen. 2013 wurde sie für den Film Kaappari gecastet. Anschließend trat Kyllönen 2015 in der Fernsehserie Nurses auf.
Außerdem war sie 2016 in der Serie Sorjonen zu sehen. Im selben Jahr setzte sie ihre Karriere in Roba fort. Unter anderem spielte sie 2019 in dem Film Olen suomalainen mit. 2023 bekam sie eine Rolle in Korvessa kulkevi.

## Filmografie
Filme
- 2011: Kotirauha
- 2011: 1323
- 2012: Hevosen kyyneleet
- 2013: Kaappari
- 2015: Vares – Sheriffi
- 2019: Olen suomalainen

Serien
- 2014: Toisen kanssa
- 2015: Nurses
- 2016: Sorjonen
- 2016: Roba
- 2019: Onnela
- 2020: Deadwind
- 2021: Maria Kallio
- 2022: Exit
- 2023: Korvessa kulkevi